# Otto Völzing
Otto Völzing (* 6. August 1910 in Groß-Umstadt; † 28. April 2001 in Neunkirchen (Saar)) war ein deutscher Geologe und Archäologe. Bei Ausgrabungen im Hohlenstein-Stadel im Lonetal entdeckte er im Jahre 1939 in Schichten des Aurignacien jene Elfenbeinfragmente, die später als Statuette des Löwenmensch zusammengesetzt und als eines der ältesten Kunstwerke der Menschheit berühmt wurden.

## Leben
Völzing studierte ab 1929 Mathematik, Geologie und Geographie an der Ludwigs-Universität Gießen und entwickelte schon früh ein reges Interesse an urgeschichtlicher Forschung. Gemeinsam mit seinem Vater Karl Völzing führte er Grabungen in der Umgebung von Groß-Umstadt durch, wo bereits zuvor steinzeitliche Brandstellen entdeckt worden waren. Hier fand Otto Völzing 1929 die ersten paläolithischen Steinartefakte und eine größere Lagerstätte am Ziegelwald nordöstlich von Groß-Umstadt. Über diese Funde promovierte Völzing 1938.

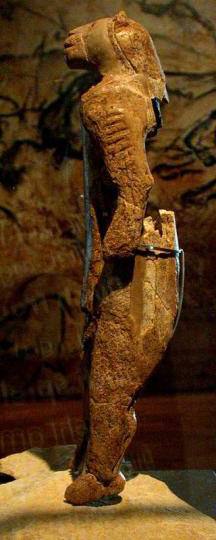
Der Löwenmensch aus dem Hohlenstein-Stadel

Nach Beendigung seines Studiums übertrug ihm der Tübinger Anatom und  Paläontologe Robert Wetzel 1935 die Grabungsleitung in der Stadel-Höhle auf der Schwäbischen Alb. Hier entdeckte Völzing sowohl einen Neandertaler-Knochen, als auch eine steinzeitliche Knochentrümmerstätte, in der sich unter einer Ascheschicht die Knochenreste von mindestens 38 Menschen zusammen mit Tierknochen und Scherben befanden. Ebenso bedeutsam war die Entdeckung einer etwa 8.000 Jahre alten Kopfbestattung am Eingang der Höhle. Die Schädel (zum Teil mit Halswirbelknochen) eines Mannes, einer Frau und eines Kindes waren hier in roter Erde beigesetzt und mit einheitlicher Blickrichtung nach Südwesten angeordnet. Die Grabungen wurden am 25. August 1939 abgebrochen, nachdem viele Teilnehmer (auch Völzing) ihren Einberufungsbefehl zur Mobilmachung der Wehrmacht erhielten. Aufgrund der sehr sorgfältigen Lagedokumentation und Asservierung auch kleinster Teile und Splitter gelang Völzing am letzten Grabungstag die Sicherung von etwa 200 Elfenbeinfragmenten, die er in der gebotenen Eile zur Sicherung der Ausgrabungsstätte getrennt von den anderen Funden asservierte.
Nach dem Krieg wurden die Ausgrabungen in der Höhle zunächst nicht weiter fortgesetzt. Völzing, der als Angehöriger der Waffen-SS erst spät aus der Kriegsgefangenschaft zurückgekehrt war, fand nicht mehr in seine ursprüngliche berufliche Tätigkeit zurück. Einige Zeit als Bergarbeiter tätig, schulte er um und wurde Lehrer und später Leiter einer Bergvorschule in Saarbrücken. Dennoch nahm er 1960 noch einmal an Ausgrabungen zusammen mit Robert Wetzel teil. 1962 starb Wetzel, und die bei ihm im Institut für Vor- und Frühgeschichte Tübingen gelagerten Funde wurden gemäß seinem Wunsch dem Ulmer Museum übergeben. Bei einer Inventarisierung 1969 erkannte Joachim Hahn den Zusammenhang der Elfenbeinfragmente und begann eine erste Rekonstruktion der Statuette. Durch Nachgrabungen kamen weitere Fragmente zum Vorschein und der Löwenmensch wurde 1982 von Elisabeth Schmid und 1988 von Ute Wolf erneut zusammengesetzt. Völzing konnte aus gesundheitlichen Gründen den von ihm ausgegrabenen Löwenmenschen in Ulm nie in rekonstruierter Form besichtigen. Er starb 2001 in Neunkirchen.

## Schriften
- Beiträge zur Diluvialgeschichte der Umgebung von Groß-Umstadt. Dissertation, Universität Gießen 1938.
- Die Grabungen am Hohlestein. In: Robert Wetzel, Hermann Hoffmann (Hrsg.): Wissenschaftliche Akademie Tübingen des NSD-Dozentenbundes. Band 1: 1937, 1938, 1939. Mohr, Tübingen 1940, S. 94–101.
- mit Robert Wetzel, Wilhelm Gieseler, Karl Keller: Die Lontalforschung: Plan u. Zwischenbericht (= Jahresbände der Wissenschaftlichen Akademie des NSD-Dozentenbundes. Band 1: 1937, 1938, 1939.) Tübingen 1941.
- Die urgeschichtlichen Ausgrabungen am Ziegelwald bei Groß-Umstadt von 1929 bis 1934 und die Lebensverhältnisse des Menschen in der mittleren Altsteinzeit. Herausgeber: Georg Brenner. Groß-Umstadt 1984.
- mit Herbert Kirsch, Richard Maurer u. a.: Fachbegriffe der Geographie A–Z. Diesterweg, 1986, ISBN 3-425-05161-X.